# Hans Lemming (præst)
 For alternative betydninger, se Hans Lemming. (Se også artikler, som begynder med Hans Lemming)
Hans Lemming (12. januar 1707 i Nyborg - 23. juni 1788) var en dansk præst. 
Han blev student fra sin fødebys skole 1723 og tog attestats 1725. Derefter var han huslærer på Boller i Jylland i 3 år, indtil han 1728 blev hører ved Nyborg Skole. Året efter blev han kapellan i Nyborg. Det var en brydningstid i kirkelig henseende. Lemming var pietist, holdt konventikler i sit hus og sagdes at holde til med separatisterne, særlig brødrene Støttrup, da de på deres rejse blev anholdt i Nyborg.
Sognepræsten var hans modstander og indgav i forening med byens magistrat klage over Lemming; klagerne fik dog ikke medhold; men Lemming forflyttedes 1737 til Ude- og Oppesundby Sognekald i Sjælland. Her fra kom han 1752 til København som sognepræst ved Vor Frelsers Kirke og endelig 1759 til Nicolai Kirke sammesteds. Han døde som jubellærer, agtet og anset som en nidkær sjælesørger.